# 77755 Delémont
77755 Delémont è un asteroide della fascia principale. Scoperto nel 2001, presenta un'orbita caratterizzata da un semiasse maggiore pari a 3,0586512 UA e da un'eccentricità di 0,0392703, inclinata di 11,57713° rispetto all'eclittica.
L'asteroide è dedicato all'omonima città svizzera.